# Kilometer 330
Kilometer 330 war der Titel einer Musiksendung, die von dem damaligen Sender RTLplus zwischen dem 19. Februar 1989 und dem 6. September 1992 in unregelmäßigem Turnus im Vorabendprogramm ausgestrahlt wurde. 1998 und 1999 wiederholte das MDR Fernsehen einige dieser Folgen in seinem Nachmittagsprogramm. Bei diesem Format handelte es sich um das erste und bislang einzige Format im deutschen Free TV, das sich ausschließlich mit deutschsprachiger Country-Musik befasste.
In den 45- bis 60-minütigen Folgen der Sendung traten regelmäßig unterschiedliche Interpreten der zumeist deutschen Trucker- und Country-Musik-Szene auf, wie Truck Stop, Western Union, Tom Astor, Nashville Music Company oder Linda Feller. Moderator war der österreichische Sänger Jonny Hill. Die Sendungen wurden nicht live übertragen, sondern aus Aufzeichnungen zusammengeschnitten.